# Famille von Diest
La famille von Diest est une famille épiscopale dont les origines se situent en Westphalie. Elle est à distinguer de la famille d'origine brabançonne Diest.

## Origine et ascendance
La famille est manifestement d'origine bourgeoise, bien qu'elle ait entretenu une tradition orale selon laquelle elle dériverait de la famille noble brabançonne von Diest, éteinte depuis longtemps lors de l'apparition du premier membre de la famille dont on puisse retrouver la trace. Cette prétendue origine est certes également mentionnée dans le diplôme impérial de noblesse du 22 septembre 1687, mais la famille apparaît d'abord sous le nom de Tegeler von Diest, ce qui laisse supposer que 'Tegeler' est le nom civil et que 'von Diest' est une désignation d'origine. Cette dernière opinion est également étayée par le fait que le premier membre de la famille mentionné dans les documents, Hermann Tegeler von Diest (vers 1507-1540), est pasteur luthérien à Diestedde près de Beckum et que son fils Simeon porte également le nom de Tegeler, que ses descendants abandonnent ensuite pour ne plus s'appeler que von Diest. La famille joue ensuite un rôle important dans l'administration et le développement économique du comté brandebourgeois de La Marck et à Clèves, également brandebourgeoise. Ils sont de hauts fonctionnaires du gouvernement brandebourgeois et sont maires d'Altena pendant plusieurs générations.Leur reconnaissance en tant que nobles a lieu en Prusse le 7 mai 1790 par ordre du cabinet suprême pour Friedrich von Diest, conseiller assistant du gouvernement prussien, et pour Leonhart Reinhard von Diest, conseiller supérieur prussien.

## Blason

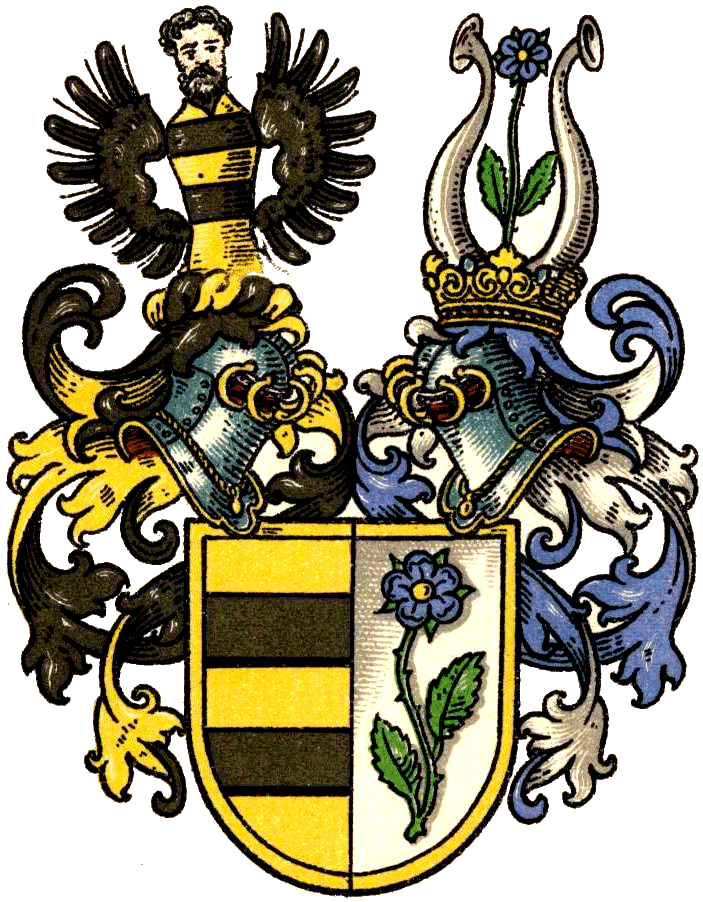
Armoiries de la famille von Diest

Les armoiries fendues montrent deux barres noires en or à droite (von Diest brabançons), à gauche une rose bleue pédonculée avec des feuilles vertes en argent (armoiries de la famille Tegler). Deux casques : à droite, lambrequins de noir et d'or, entre un vol d'aigle or et noir, un torse d'homme, vêtu d'une jupe inscrite comme la moitié droite de l'écu, à gauche, de couverts bleu et argent, la rose poussant entre deux cornes de buffle argentées.[réf. nécessaire]

## Personnalités
- Hermann Tegeler von Diest (vers 1507-1540), théologien luthérien
- Dietrich von Diest (1587-1661), huissier brandebourgeois et organisateur des premières mines de charbon de la Ruhr
- Heinrich von Diest (1595-1673), professeur de théologie à l'Université de Deventer et recteur à trois reprises
- Johann von Diest (de) (1598-1665), vice-chancelier brandebourgeois et directeur du gouvernement de Clèves-La Marck, conservateur de l'Université de Duisbourg
- Friedrich-Wilhelm von Diest (1647–1726), conseiller privé brandebourgeois, envoyé aux États généraux et vice-chancelier des États de Clèves-La Marck, prévôt de la cathédrale d'Utrecht
- Heinrich von Diest (1785-1847), lieutenant général prussien, officier d'état-major russe, récipiendaire de l'Ordre Pour le Mérite
- Otto von Diest (de) (1821-1901), administrateur de l'arrondissement d'Elberfeld (de) et député de la Chambre des représentants de Prusse
- Gustav von Diest (1826-1911), président du district de Mersebourg, homme politique (député du Reichstag et de la Chambre des seigneurs de Prusse)
- Heinrich von Diest (1849-1924), lieutenant général prussien
- Walter von Diest (1851-1932) officier allemand